# Ion Tripșa
Ion Tripșa (* 30. März 1934 in Alba Iulia; † 2001) war ein rumänischer Sportschütze.

## Erfolge
Ion Tripșa, der für Dinamo Bukarest antrat, nahm an den Olympischen Spielen 1964 in Tokio und 1972 in München teil. 1964 blieb er mit 591 Punkten lediglich ein Punkt hinter Olympiasieger Pentti Linnosvuo und gewann vor dem Drittplatzierten Lubomír Nácovský die Silbermedaille. Bei den Spielen 1972 belegte er den 25. Platz.
Tripșa gewann mit der Schnellfeuerpistole in den Mannschaftswettbewerben bei den Weltmeisterschaften 1966 in Wiesbaden und 1970 in Phoenix die Silbermedaille.